# Ustka
Ustka (en alemán: Stolpmünde; en casubio: Ùskô) es una ciudad del powiat de Słupsk, voivodato de Pomerania, Polonia, situada a orillas del río Słupia. Tiene una población de 16 308 habitantes y una superficie de 10,14 km².

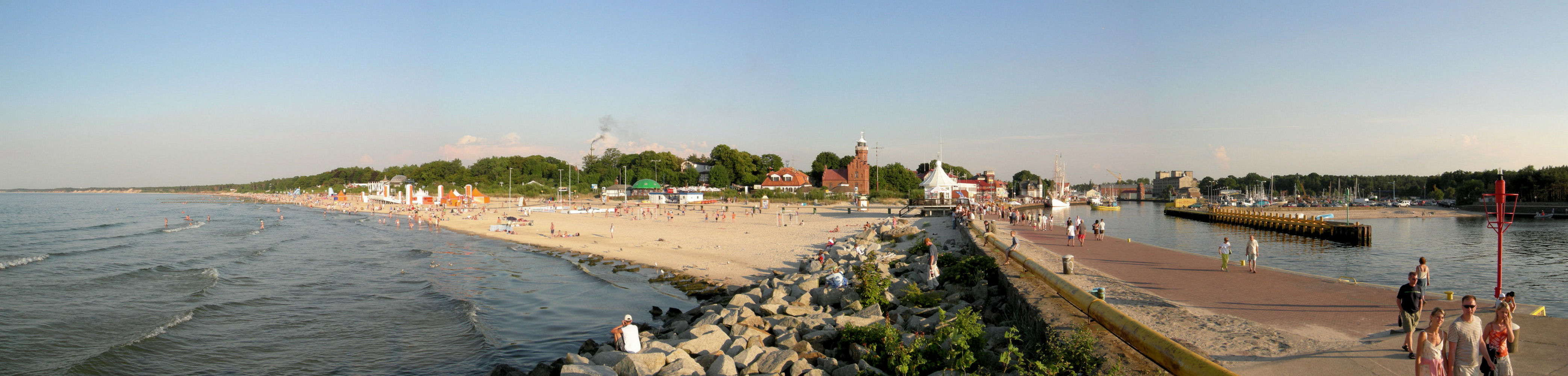
Panorama.

## Clima
| Parámetros climáticos promedio de Ustka (1991-2020) | Parámetros climáticos promedio de Ustka (1991-2020) | Parámetros climáticos promedio de Ustka (1991-2020) | Parámetros climáticos promedio de Ustka (1991-2020) | Parámetros climáticos promedio de Ustka (1991-2020) | Parámetros climáticos promedio de Ustka (1991-2020) | Parámetros climáticos promedio de Ustka (1991-2020) | Parámetros climáticos promedio de Ustka (1991-2020) | Parámetros climáticos promedio de Ustka (1991-2020) | Parámetros climáticos promedio de Ustka (1991-2020) | Parámetros climáticos promedio de Ustka (1991-2020) | Parámetros climáticos promedio de Ustka (1991-2020) | Parámetros climáticos promedio de Ustka (1991-2020) | Parámetros climáticos promedio de Ustka (1991-2020) |
| Mes                                                 | Ene.                                                | Feb.                                                | Mar.                                                | Abr.                                                | May.                                                | Jun.                                                | Jul.                                                | Ago.                                                | Sep.                                                | Oct.                                                | Nov.                                                | Dic.                                                | Anual                                               |
| --------------------------------------------------- | --------------------------------------------------- | --------------------------------------------------- | --------------------------------------------------- | --------------------------------------------------- | --------------------------------------------------- | --------------------------------------------------- | --------------------------------------------------- | --------------------------------------------------- | --------------------------------------------------- | --------------------------------------------------- | --------------------------------------------------- | --------------------------------------------------- | --------------------------------------------------- |
| Temp. máx. abs. (°C)                                | 13.8                                                | 17.8                                                | 22.5                                                | 29.4                                                | 32.1                                                | 34.8                                                | 35.1                                                | 37.8                                                | 33.2                                                | 28.0                                                | 20.0                                                | 13.8                                                | 37.8                                                |
| Temp. máx. media (°C)                               | 2.8                                                 | 3.5                                                 | 6.2                                                 | 11.0                                                | 15.1                                                | 18.9                                                | 21.5                                                | 21.9                                                | 18.1                                                | 12.9                                                | 7.5                                                 | 4.0                                                 | 12                                                  |
| Temp. media (°C)                                    | 0.7                                                 | 1.1                                                 | 3.1                                                 | 7.1                                                 | 11.2                                                | 15.1                                                | 17.8                                                | 18.0                                                | 14.4                                                | 9.8                                                 | 5.3                                                 | 2.1                                                 | 8.8                                                 |
| Temp. mín. media (°C)                               | -1.3                                                | -1.1                                                | 0.7                                                 | 4.1                                                 | 8.0                                                 | 11.8                                                | 14.5                                                | 14.6                                                | 11.4                                                | 7.2                                                 | 3.3                                                 | 0.1                                                 | 6.1                                                 |
| Temp. mín. abs. (°C)                                | -23.1                                               | -26.6                                               | -15.7                                               | -6.2                                                | -2.9                                                | -0.4                                                | 4.5                                                 | 4.4                                                 | -0.5                                                | -6.6                                                | -12.8                                               | -18.9                                               | -26.6                                               |
| Precipitación total (mm)                            | 43.9                                                | 37.0                                                | 39.0                                                | 26.6                                                | 43.8                                                | 55.9                                                | 74.9                                                | 85.7                                                | 74.7                                                | 75.7                                                | 57.1                                                | 52.6                                                | 666.9                                               |
| Nevadas (cm)                                        | 81.0                                                | 99.0                                                | 43.9                                                | 0.6                                                 | 0                                                   | 0                                                   | 0                                                   | 0                                                   | 0                                                   | 0.4                                                 | 6.6                                                 | 61.8                                                | 293.3                                               |
| Días de lluvias (≥ 1 mm)                            | 10.1                                                | 9.2                                                 | 8.0                                                 | 6.2                                                 | 7.5                                                 | 8.3                                                 | 9.3                                                 | 10.7                                                | 10.0                                                | 11.5                                                | 11.0                                                | 11.4                                                | 113.2                                               |
| Días de nevadas (≥ 1 mm)                            | 10.1                                                | 11.1                                                | 4.9                                                 | 0.3                                                 | 0                                                   | 0                                                   | 0                                                   | 0                                                   | 0                                                   | 0.1                                                 | 1.6                                                 | 6.1                                                 | 34.2                                                |
| Horas de sol                                        | 44.9                                                | 60.3                                                | 125.6                                               | 207.7                                               | 274.9                                               | 269.7                                               | 281.3                                               | 258.9                                               | 159.8                                               | 102.3                                               | 42.9                                                | 32.5                                                | 1860.8                                              |
| Humedad relativa (%)                                | 85.3                                                | 84.3                                                | 81.4                                                | 78.7                                                | 79.7                                                | 79.4                                                | 80.5                                                | 79.1                                                | 79.8                                                | 82.4                                                | 86.6                                                | 86.9                                                | 82                                                  |
| Fuente: Promedios y totales mensuales               |                                                     |                                                     |                                                     |                                                     |                                                     |                                                     |                                                     |                                                     |                                                     |                                                     |                                                     |                                                     |                                                     |